# Projekt 670

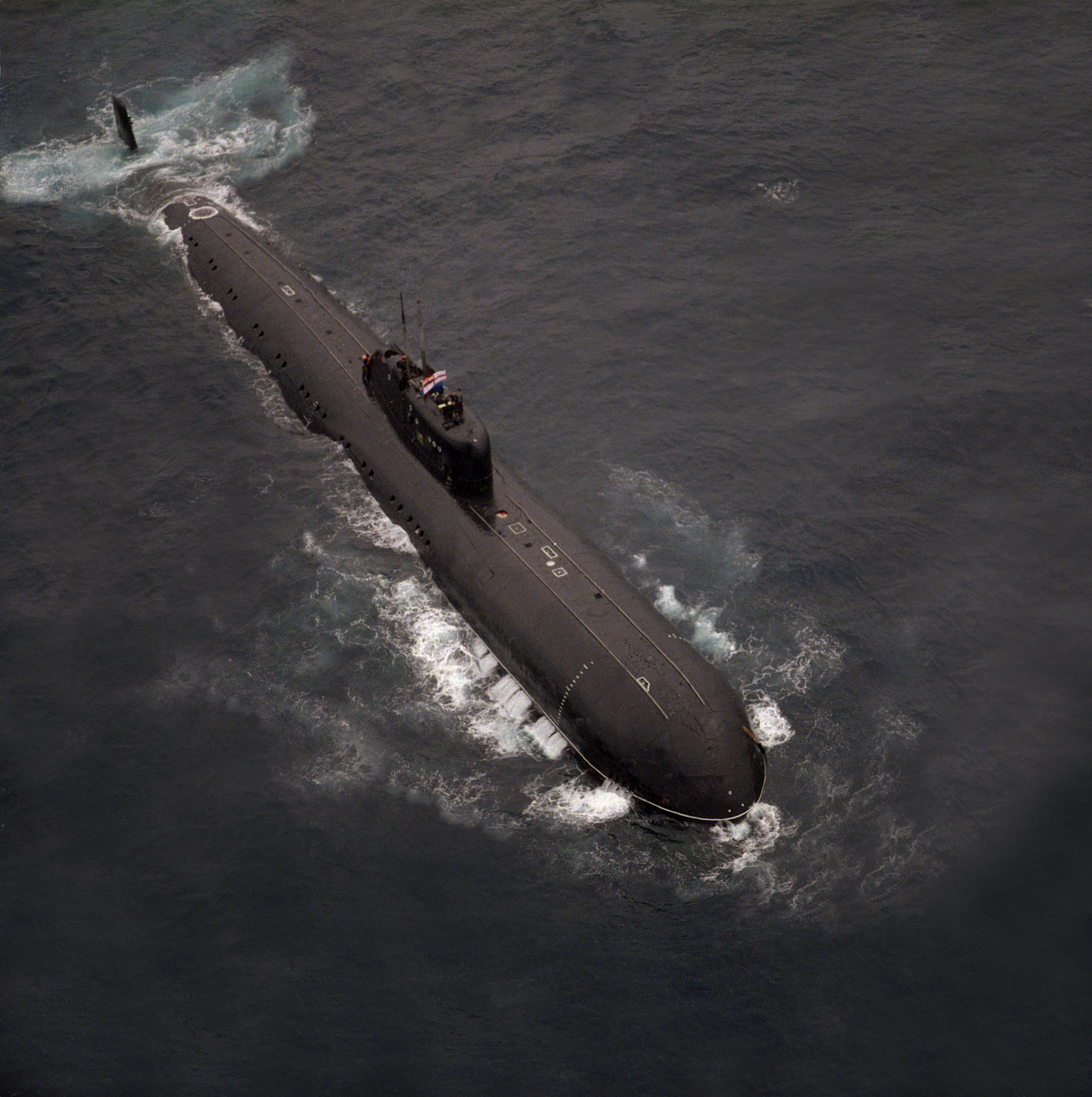
Die indische INS Chakra 1988, die von der Sowjetunion für drei Jahre geleast wurde. Der Rumpf verbreitert sich vor dem Kommandoturm deutlich, da auf beiden Seiten des Druckkörpers die Startrohre der SS-N-7-Marschflugkörper eingelassen sind.

Bei Projekt 670 (NATO-Codename: Charlie-Klasse) handelt es sich um eine Klasse von U-Booten der Sowjetunion mit Nuklear-Antrieb. Die Klasse wurde als Träger für Marschflugkörper in den 1960er-Jahren entwickelt, um schwer bewachte Schiffsziele angreifen zu können, ohne dass sich das U-Boot diesen Zielen bis auf Torpedoreichweite nähern musste.
Obwohl neben Russland auch die Vereinigten Staaten, Großbritannien, Frankreich und die Volksrepublik China nuklear betriebene U-Boote benutzen, ist ein Boot des Projekts 670 eines von nur zwei nuklear betriebenen U-Booten, die je den Streitkräften eines anderen Landes (hier 1988 Indien) überlassen wurde.

## Projekt 670

### Entwicklung
Nach den Erfahrungen mit dem Entwurf des Projekts 661, das sich aufgrund seiner unverhältnismäßig hohen Baukosten nicht in ausreichenden Stückzahlen produzieren ließ, kam die sowjetische Marineführung zu der Einsicht, dass ein kostengünstigerer U-Boot-Entwurf benötigt wurde, der für Massenproduktion geeignet war. So wurde das Projekt 670 Skat als kleines, in Massenproduktion hergestelltes U-Boot konstruiert, das im Design an das Projekt 661 angelehnt wurde. Die geringeren Abmessungen der neuen Klasse erlaubten den Bau der U-Boote auf der Werft 112 in Gorki, die keinen direkten Zugang zum Meer hat. Die Boote des Projekts 670 wurden über Flüsse zur Küste transportiert.
Ein Novum der Projekt-670-SSGN war, dass sie als erste sowjetische U-Boot-Klasse mit Flugkörpern ausgerüstet war, die unter Wasser gestartet werden konnten. Zudem sollte das Boot nur über einen Reaktor und eine Welle verfügen. Die meisten westlichen U-Boote wiesen diese Antriebsanlage auf, die sowjetischen U-Boote wurden jedoch bis dahin alle mit zwei Reaktoren und zwei Wellen ausgestattet. Diese Umstellung schlug sich in einer niedrigeren Höchstgeschwindigkeit der Boote nieder, da die Antriebsanlage nur eine Geschwindigkeit von 26 kn im getauchten Zustand erlaubte, wodurch das Boot großen Schiffsverbänden, die mit einer Marschgeschwindigkeit von 30 kn operierten, nicht folgen konnte.
Projekt 670 schien viele Probleme der alten Boote des Projekts 659 in Bezug auf Konstruktion und Einsatzkonzeption zu beseitigen. Die Ziele sollten durch die ersten sowjetischen Spionagesatelliten (RORSAT) geortet werden. Diese Methode der Aufklärung sollte die in ihrer Reichweite begrenzten und sehr verwundbaren Seeraumüberwachungsflugzeuge ablösen. In der Praxis erfüllte das Satellitenüberwachungssystem die anfänglichen Erwartungen jedoch nicht, und so mussten sich auch die Projekt-670-U-Boote weiterhin auf die Daten der Überwachungsflugzeuge verlassen, um Zielzuweisungen zu erhalten.

### Bewaffnung
Für das Projekt 670 wurde der neu entwickelte P-70-„Ametist“-Seezielflugkörper als Hauptbewaffnung verwendet. Je vier P-70-Flugkörper wurden an Steuerbord und Backbord in Startrohren außerhalb des Druckkörpers untergebracht. Sie konnten nicht mit Bordmitteln nachgeladen werden. Die P-70 war der weltweit erste Seezielflugkörper, der von getauchten U-Booten gestartet werden konnte. Für den Unterwasserstart musste zum damaligen Zeitpunkt ein Feststoffraketentriebwerk verwendet werden. Der Feststoffantrieb der P-70 konnte die Waffe nur über eine Strecke von knapp 70 km antreiben. Im Gegensatz dazu konnten die älteren P-6-Seezielflugkörper mit ihrem Flüssigtreibstoff bis zu 460 km erreichen; mussten aber an der Meeresoberfläche gestartet werden. Die kurze Einsatzdistanz wurde bei der P-70 teilweise aufgewogen, da der Flugkörper nach dem Fire-and-Forget-Prinzip arbeitete und Ziele selbstständig angreifen konnte. Eine permanente Übertragung von Zieldaten vom U-Boot an die im Flug befindliche P-70 entfiel deshalb, so dass das U-Boot einerseits getaucht bleiben konnte und andererseits seine Position nicht durch dauernde Funkübertragungen verriet. Die P-70-Seezielflugkörper hinterließen jedoch als Folge des verwendeten Treibstoffs eine deutlich sichtbare dunkle Rauchspur über die gesamte Flugdauer, so dass die Position des U-Bootes für Schiffe in der Nähe des Startortes leicht zu erkennen war. 
Die Projekt-670-Boote hatten im Bug vier Torpedorohre mit einem Durchmesser von 533 mm. Für diese standen 12 Torpedos bereit. Daneben waren im Heck zwei Torpedorohre mit einem Durchmesser von 400 mm verbaut. Für diese waren 4 Torpedos vorhanden.

### Antriebssysteme
Die Hauptenergieversorgung erfolgte durch einen OK-350-(BM-4-1)-Druckwasserreaktor mit 89 Megawatt Leistung und zwei nachgeschaltete Dampfturbinen. Hinzu kamen zwei Dieselgeneratoren mit je 500 Kilowatt Leistung, die im Notfall Energie für die Schiffssysteme über die zwei Batterien mit je 112 Zellen liefern konnten. Die Boote wurden über eine Welle mit einem Propeller auf bis zu 26 Knoten im Tauchbetrieb beschleunigt.
Ein zusätzliches Antriebssystem, bestehend aus zwei elektrisch betriebenen Waterjet-Antrieben, konnte die Boote auch ohne den Hauptantrieb mit bis zu 5 Knoten antreiben.

### Ausmusterung
Mit der Entwicklung kleinerer leistungsfähiger Marschflugkörper und der Einführung von Jagd-U-Booten der Projekte 671RT und 671RTM, die diese Waffen einsetzen konnten, wurde U-Boote wie Projekt 670 überflüssig. Der Gedanke, der hinter der Entwicklung von Projekt 670 gestanden hatte, wurde erst wieder in den 1980er-Jahren mit Projekt 949 aufgegriffen.

## Boote des Projekts 670
Das Projekt 670 erhielt den russischen Beinamen Скат (deutsch: Rochen) und von der NATO den Codenamen Charlie-Klasse. Die 11 Boote der Klasse erhielten keine Namen, sondern taktische Nummern. Das in den ursprünglichen Kennungen vorhandene „K“ wurde 1992 bei allen Booten durch ein „B“ ersetzt.

### K-87
Das Boot wurde am 6. Februar 1965 in Gorki auf Kiel gelegt. Nach dem Stapellauf 1968 wurde es nach Sewerodwinsk zur Endausrüstung verlegt. K-87 wurde am 28. Dezember 1968 in Dienst gestellt. 1978 wurde sie in K-212 umbenannt. Am 19. April 1990 wurde sie aus der Flottenliste gestrichen und zum Abwracken vorgesehen.

### K-25
Das Boot wurde am 2. Dezember 1965 in Gorki auf Kiel gelegt. Nach dem Stapellauf 1968 wurde es nach Sewerodwinsk zur Endausrüstung verlegt und am 30. Dezember 1968 in Dienst gestellt. Am 24. Juni 1991 wurde K-25 aus der Flottenliste gestrichen und zum Abwracken vorgesehen.

### K-325
Das Boot wurde am 6. September 1969 in Gorki auf Kiel gelegt. Nach dem Stapellauf 1971 wurde es nach Sewerodwinsk zur Endausrüstung verlegt. Die Indienststellung erfolgte am 5. November 1971. Am 24. Juni 1991 wurde K-325 aus der Flottenliste gestrichen und zum Abwracken vorgesehen.

### K-429
Das Boot wurde am 26. Januar 1971 in Gorki auf Kiel gelegt. Nach dem Stapellauf 1972 wurde es nach Sewerodwinsk zur Endausrüstung verlegt und am 15. September 1972 in Dienst gestellt. Am 23. Januar 1983 sank K-429 in seichtem Wasser als Folge menschlichen Versagens und 16 Seeleute starben. Nachdem das Boot gehoben und repariert worden war, sank es am 13. September 1985 noch im Hafen erneut. Am 12. Oktober 1986 wurde K-429 aus der Flottenliste gestrichen und zum Abwracken vorgesehen.

### K-43
Das Boot wurde am 9. Mai 1964 in Gorki auf Kiel gelegt. Nach dem Stapellauf 1968 wurde es nach Sewerodwinsk zur Endausrüstung verlegt. K-43 wurde am 5. November 1967 in Dienst gestellt. 1984 wurde sie umfassend modernisiert und der indischen Marine übergeben, wo sie ab 1988 als S-71 Chakra in Dienst stand. Im Januar 1991 wurde sie zurückgegeben und schließlich 1992 zum Abwracken vorgesehen. Berichte deuteten darauf hin, dass die Technologie des Bootes in Indien kopiert werden sollte, es aber nicht gelang, einen Kernreaktor indischer Produktion so zu verkleinern, dass er sich in einem U-Boot unterbringen ließ.

### K-143
Das Boot wurde am 25. November 1966 in Gorki auf Kiel gelegt. Nach dem Stapellauf 1969 wurde es nach Sewerodwinsk zur Endausrüstung verlegt. Am 30. Oktober 1969 wurde das Boot als K-143 in Dienst gestellt und 1977 in K-121 umbenannt. 1993 wurde sie aus der Flottenliste gestrichen und am 6. August 1996 zur Abwrackwerft verlegt.

### K-313
Sie wurde am 14. Juli 1966 in Gorki auf Kiel gelegt. Nach dem Stapellauf 1969 wurde sie nach Sewerodwinsk zur Endausrüstung verlegt und am 16. Dezember 1969 in Dienst gestellt. Am 7. März 1993 wurde sie aus der Flottenliste gestrichen und zum Abwracken vorgesehen. Während das verlassene Boot am Pier auf seine Verschrottung wartete, kam es nach dem Abschmelzen der Wintereisdecke am 29. Mai 1997 zu einem Wassereinbruch und das Boot sank in eine Tiefe von etwa 20 Metern. Am 5. Oktober wurde es schließlich nach mehreren Fehlversuchen gehoben, riss sich aber am nächsten Tag in einem Sturm von den Pontons los, die es über Wasser hielten, und sank wieder auf Grund. Am 10. Oktober wurde es erneut gehoben, stieg aber unkontrolliert auf, kam in Schräglage und sank nach wenigen Minuten erneut. Nachdem es am 13. Oktober 1997 ein weiteres Mal gehoben worden war, schleppte man das Wrack sofort in seichtes Wasser und entfernte die Brennstäbe aus dem Reaktor.

### K-308
Das Boot wurde am 29. Dezember 1969 in Gorki auf Kiel gelegt. Nach dem Stapellauf 1970 wurde es nach Sewerodwinsk zur Endausrüstung verlegt. K-308 wurde am 20. September 1970 in Dienst gestellt. Am 30. Juli 1992 wurde sie aus der Flottenliste gestrichen und zum Abwracken vorgesehen.

### K-320
Das Boot wurde am 30. April 1968 in Gorki als K-302 auf Kiel gelegt. Am 18. Januar 1970 wurde mit dem Primärkreislauf des Kühlsystems ein hydraulischer Test durchgeführt, während der Reaktorkern mit Brennstäben beladen war. Bei diesem Test wurde kontrolliert, ob der Primärkreislauf dem Betriebsdruck von 253 Bar standhalten konnte. Bei dem Test wurde der Druck viel zu rasch erhöht und der falsch montierte, provisorische Steuerstab wurde durch den schnellen Druckanstieg an den Reaktordeckel gestoßen. Dabei wurde der Reaktor Prompt überkritisch. Der spontane Verdampfungsprozess sprengte ein rund 1,5 m langes Rohrstück des Primärkreislauf ab. Dieses durchschlug die Decke der Werfthalle und fiel mehrere hundert Meter neben der Werft zu Boden. Stark radioaktiver Dampf und Wasser schossen rund 60 m hoch aus dem offenen U-Boot-Rumpf, bis nach rund 15 Sekunden die Kettenreaktion zum Erliegen kam. Die Strahlenexposition in der Werfthalle betrug 0,16 Gy/s und Schätzungen zufolge wurden rund 2,8 PBq Spaltprodukte freigesetzt. 12 Werftarbeiter im Boot erhielten eine tödliche Strahlendosis und starben innerhalb einer Woche. Sieben weitere bekamen die Strahlenkrankheit, wovon zwei später starben. 156 Werftarbeiter waren stark erhöhten Strahlenwerten ausgesetzt und einige bekamen später die Strahlenkrankheit. Die Werfthalle sowie zwei weitere 670 Charlie-I-Klasse-Boote die in der Halle aufgelegt waren, mussten dekontaminiert werden. Dabei wurden über 1.000 Arbeiter stark erhöhten Strahlenwerten ausgesetzt. Viele von ihnen starben später an den Folgen der Strahlenexposition. Die Dekontamination der Halle und des Werftgeländes dauerten bis zum April 1970. Der Unfall wurde bis zum Zerfall der Sowjetunion geheim gehalten. Nach dem Unfall wurde das Boot in K-320 umbenannt und die Reaktorsektion mit dem irreparablen Reaktor musste ausgetauscht werden. Nach dem Stapellauf 1971 wurde K-320 nach Sewerodwinsk zur Endausrüstung verlegt. Sie wurde am 15. September 1971 in Dienst gestellt. Im Januar 1972 kollidiert die K-320 in der Motowski-Bucht mit der K-131. Beide Boote können aus eigener Kraft zu ihren Stützpunkten zurückkehren. Im Juni 1973 wurden Risse in der Reaktorhülle festgestellt. Der Reaktor wurde daraufhin repariert aber das Boot durfte in der Folge nicht mehr als 1000 Seemeilen von der Basis entfernt und nicht mehr als 30 Tage hintereinander eingesetzt werden. Am 5. Juli 1994 wurde die K-320 aus der Flottenliste gestrichen und zum Abwracken vorgesehen.

### K-302
Das Boot wurde am 17. Januar 1969 in Gorki auf Kiel gelegt. Nach dem Stapellauf 1970 wurde es nach Sewerodwinsk zur Endausrüstung verlegt. K-302 wurde am 1. Dezember 1970 in Dienst gestellt. Am 30. Juni 1993 wurde sie aus der Flottenliste gestrichen und zum Abwracken vorgesehen.

### K-201
Sie wurde am 16. November 1971 in Gorki auf Kiel gelegt. Nach dem Stapellauf 1972 wurde sie nach Sewerodwinsk zur Endausrüstung verlegt. K-201 wurde am 26. Dezember 1972 in Dienst gestellt. 1974 besuchte sie den somalischen Hafen Berbera. Am 8. Oktober 1976 geriet sie vor Kamtschatka während einer Tauchfahrt in das Netz eines japanischen Fischerbootes und musste auftauchen, um das Netz abzuschneiden. In den 1990er-Jahren wurde K-201 aus der Flottenliste gestrichen und zum Abwracken vorgesehen.

## Projekt 670M
Projekt 670M (NATO: Charlie-II-Klasse) wurde entwickelt, um den P-120-„Malachit“-Marschflugkörper einsetzen zu können. Die Waffe verfügte um eine rund 30 % größere Reichweite als die P-70 „Ametist“, die auf der Charlie-I-Klasse verwendet wurde. Die Flugkörper waren allerdings rund zwei Meter länger, so dass auch die U-Boote vergrößert werden mussten.
Der ebenfalls angedachte Einbau von 650-mm-Torpedorohren, wie sie ab 1972 beim Projekt 671RTM benutzt wurden, wurde nicht weiter verfolgt, um die Abmessungen der Boote nicht noch weiter zu vergrößern.
Der Rumpf von Projekt 670M wurde trotzdem rund acht Meter länger als der der Vorgängerklasse und die Boote trugen neue Leit- und Sensorsysteme. Eine verbesserte Beschichtung zur Absorbierung von Sonarsignalen wurde auf die Boote aufgebracht. Die Verkleinerung der Mannschaft auf 90 Seeleute erlaubte zudem eine komfortablere Unterbringung der Besatzungsmitglieder.
Die bei identischem Antriebssystem um rund 700 Tonnen vergrößerte Verdrängung reduzierte die Spitzengeschwindigkeit gegenüber Projekt 670 um zwei auf 24 Knoten.
Das neue digitale MGK-500-Sonar wurde nach 1978 auf Projekt 670M erprobt.

## Boote des Projekts 670M
Das Projekt 670M erhielt den russischen Beinamen Чайка (deutsch: Möwe) und von der NATO die Bezeichnung Charlie-II-Klasse. Die vier Boote der Klasse erhielten zunächst keine Namen, sondern taktische Nummern. Das in den ursprünglichen Kennungen vorhandene „K“ wurde 1992 bei allen Booten durch ein „B“ ersetzt.

### K-452
Das Boot wurde am 30. Dezember 1972 in Gorki auf Kiel gelegt. Nach dem Stapellauf 1973 wurde es nach Sewerodwinsk zur Endausrüstung verlegt. K-452 wurde am 30. Dezember 1973 in Dienst gestellt. 1997 wurde sie in Nowgorod-Weliki (zu deutsch Groß-Nowgorod) umbenannt. Im Mai 1998 wurde sie aus der Flottenliste gestrichen und zum Abwracken vorgesehen. 2001 wurde sie schließlich zur Abwrackwerft Nerpa gebracht.

### K-458
Sie wurde am 12. Februar 1974 in Gorki auf Kiel gelegt. Nach dem Stapellauf 1975 wurde sie nach Sewerodwinsk zur Endausrüstung verlegt. K-458 wurde am 30. Dezember 1975 in Dienst gestellt. Sie patrouillierte 1978 und 1979 im Mittelmeer. 1991 war die Substanz des Bootes in so schlechtem Zustand, dass man es außer Dienst stellte. Im Oktober 2003 wurden die Brennstäbe aus dem Reaktor entfernt und das abgetrennte Reaktorabteil in eine Lagereinrichtung der russischen Marine geschleppt.

### K-479
Das Boot wurde am 1. Dezember 1975 in Gorki auf Kiel gelegt. Nach dem Stapellauf 1977 wurde es nach Sewerodwinsk zur Endausrüstung verlegt. K-479 wurde am 30. September 1977 in Dienst gestellt. 1992 wurde es wegen fehlender Finanzierung außer Dienst gestellt und 1998 zur Abwrackwerft bei Murmansk geschleppt.

### K-503
Das Boot wurde am 7. Februar 1977 in Gorki auf Kiel gelegt. Nach dem Stapellauf 1978 wurde sie nach Sewerodwinsk zur Endausrüstung verlegt. K-503 wurde am 31. Dezember 1978 in Dienst gestellt. 1993 wurde es außer Dienst gestellt und 1999 zur Abwrackwerft bei Murmansk geschleppt.

### K-508
Das Boot wurde am 10. Dezember 1977 in Gorki auf Kiel gelegt. Nach dem Stapellauf 1979 wurde es nach Sewerodwinsk zur Endausrüstung verlegt. K-508 wurde am 30. Dezember 1979 in Dienst gestellt. 1995 wurde es außer Dienst gestellt.

### K-209
Das Boot wurde am 20. Dezember 1979 in Gorki auf Kiel gelegt. Nach dem Stapellauf 1980 wurde es nach Sewerodwinsk zur Endausrüstung verlegt. K-209 wurde am 30. Dezember 1980 in Dienst gestellt. 1995 wurde es außer Dienst gestellt.

## Belege und Verweise